# اوتنسووس
اوتنسووس (به آلمانی: Ottensoos) یک شهر در آلمان است که در نورنبرگر لاند واقع شده‌است.